# Worms-Pfeddersheim
Pfeddersheim [Prononciation ˈpfɛdɐs.haɪm, en dialecte palatin ˈpedɛʒm] était une ville libre d'Empire; après une histoire indépendante de 2 000 ans la ville et ses 6 842 habitants sont devenus en 1969 un quartier (faubourg) de Worms.
Pfeddersheim est situé dans la vallée de la (rheinhessischen) Pfrimm. La commune est entourée de vignobles où on cultive surtout le riesling. Les curiosités importantes sont les remparts médiévaux avec ses tours (« Wehrtürme »), l’ancienne synagogue et son église simultanée protestante-catholique. Vous y trouvez également un musée d’école, Professor Dr Bertlein-Schulmuseum.

## Histoire
Pfeddersheim est mentionné pour la première fois en 754, bien qu’on sache que la région était habitée bien avant. L’évêque Chrodegang de Metz attribuait des domaines à l’abbaye de Gorze de Pfeddersheim ; entre autres
„…illam basilicam que est in Paterno villa constructa…“
…l'église, qui est construite dans la villa Paterno (=Pfeddersheim)…
„…et illam decimam de vino…“
…et aussi cette dixième parcelle de vigne…
Les découvertes archéologiques peuvent prouver une habitation depuis des temps de Romains. L’origine du nom de la ville se trouve dans le nom latin « Paternus ». À partir du Ve siècle Pfeddersheim appartenait aux rois franconiens. Ils aménagent le village de la façon qu’elle reçoit le titre de « ville » en 1300 du roi Albert Ier de Habsbourg. Par la suite, cette ville devient assez riche pour être membre, à partir de 1381, de la Ligue rhénane avec d’autres villes comme Francfort, Mayence, Strasbourg et Worms.
Cette indépendance et cette liberté ne dureront pas longtemps : en 1465 Pfeddersheim est donné au comte palatin du Rhin, Frédéric Ier, en compensation de sa contribution au conflit ecclésiastique de Mayence.
La ville était aussi depuis toujours victime dans des batailles cruelles. Par exemple, l’insurrection des paysans guerre des Paysans allemands fut terminée le 23-24 juin 1525 après que les villageois s’étaient solidarisés avec les paysans. Des milliers de paysans et de villageois trouvaient la mort dans cette bataille. Par la suite, la ville ainsi que Worms se soumettaient le prince-électeur Louis V du Palatinat et beaucoup de régions de la Rhénanie-Palatinat (Rheinland-Pfalz) devenaient protestantes. Après la destruction pendant la guerre de Trente Ans et surtout après la guerre de la Succession Palatine en 1689, Pfeddersheim restait une commune relativement petite.
Pendant l’ère napoléonienne, quand la rive gauche du Rhin était sous l’occupation de l’armée française, Pfeddersheim devenait le siège administratif du canton avec plus 24 communes du département Donnersberg. En 1815, la ville devenait part du grand-duché de Hesse. En 1874 Pfeddersheim perdait le droit d’être ville, car il y avait trop peu d’habitants. Lors de la « fête des 1 200 années » Pfeddersheim est redevenu « ville », mais elle perdait ce droit pour toujours en devenant quartier de Worms le 7 juin 1969 malgré une plainte devant le tribunal administratif de Coblence (de).

## Trafic
La gare de Pfeddersheim est desservie par des trains régionaux (Worms – Alzey – Bingen). Il y a aussi des lignes de bus pour arriver au centre de Worms ou dans d’autres faubourgs.
La Bundestraße 47 traverse Worms-Pfeddersheim et dans la proximité il y a l’autoroute A 61 ; elle franchit à l’est de Pfeddersheim la vallée de la Pfrimm par un viaduc, le Pont de Pfeddersheim.

## Jumelage
- Nolay (Côte-d'Or) (France) depuis 1996

## Autres curiosités
- L'ancienne abbaye St. Georgenberg

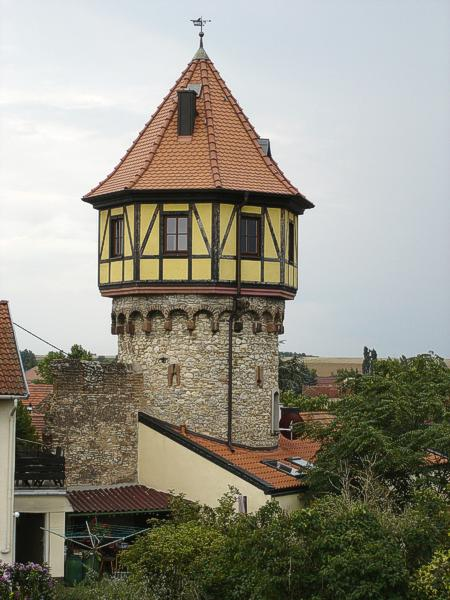
Tour "Sprenger" Pfeddersheim
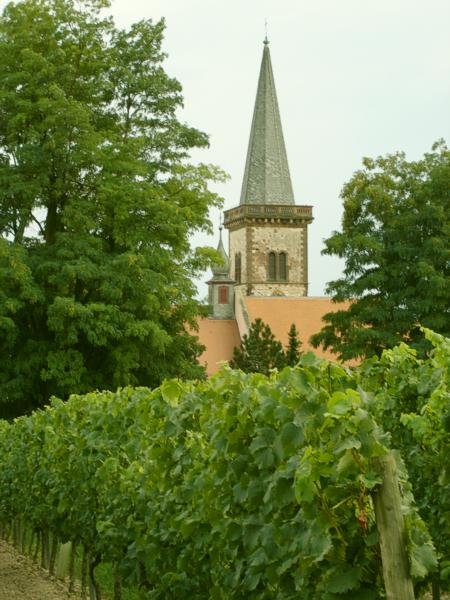
Èglise simultanée Pfeddersheim, vue du Nord